# 佐藤忠望
佐藤 忠望（さとう ただもち/ちゅうぼう、1852年（嘉永5年2月）- 1904年（明治37年）5月11日）は、明治時代の政治家。衆議院議員（2期）。

## 経歴
のちの福島県伊達郡小国村（霊山町を経て現伊達市）出身。漢学を修めたのち小学校訓導、小国村会議員を歴任する。1883年（明治16年）2月、福島県会議員に当選。県令三島通庸の施政に反対の立場を示し、対立した。1886年（明治19年）3月、蚕糸業組合取引所が設立されると同頭取に就任し、中央本部常議員にも挙げられた。1887年（明治20年）2月、同中央部会議員となり、同年第二高等中学校設置委員会が発足すると同委員に当選した。また同年、猪狩真琴、三浦信六とともに岩磐組合を設立し、のち無限責任小国購買組合（日本初の信用組合）を立ち上げ同組合長となった。ほか、地方衛生委員、徴兵参事員などを歴任した。
1890年（明治23年）7月の第1回衆議院議員総選挙では福島県第1区から出馬し当選。のち第4回総選挙でも当選し衆議院議員を通算2期務めた。